# Joaquín de Navia-Osorio y Miranda
Joaquín de Navia-Osorio y Miranda (Castropol, 20 de mayo de 1749 - Madrid, 16 de marzo de 1816) fue un noble y militar español, vii marqués de Santa Cruz de Marcenado y vii vizconde del Puerto.

## Biografía
Nació en el Palacio de Castropol en 1749. Fue hijo de Juan Alonso de Navia-Osorio y Navia, iv marqués de Santa Cruz de Marcenado y iv vizconde del Puerto; y de María Ignacia de Miranda-Omaña y Trelles, hija de los marqueses de Santa María del Villar y biznieta de los duques del Parque y príncipes de la Sala.
Desde el año 1767 sirvió en el Ejército Español como primer teniente del Cuerpo de Fusileros. Alcanzó el grado de coronel participando en varios actos de guerra como el sitio de Gibraltar. Contrario a la dominación francesa de España, desempeñó un papel decisivo en el levantamiento de la Junta General del Principado de Asturias, de la cual era presidente, que daría lugar a la Guerra de Independencia Española. Sufragó de su propio bolsillo la creación del Ejército de Asturias del que fue nombrado Capitán General. Abandonó el mando del Ejército a causa de su avanzada edad y se retiró a la ciudad de Barcelona, donde ejerció las funciones de alcalde y otros cargos municipales. 
Siendo alférez del Regimiento de Reales Guardias de la Infantería Española, contrajo matrimonio el 5 de agosto de 1771 en Barcelona con María Guadalupe Donata de Craywinckel y Crespo, hija de José Marcos de Craywinckel y Hunneus, gobernador y capitán general de la Provincia de Sonora y Sinaloa y caballero de la Orden de Santiago. 
Su hijo José María de Navia-Osorio y de Craywinckel, viii marqués de Santa Cruz de Marcenado y vizconde del Puerto, fue nombrado coronel del Regimiento de Infantería de Oviedo el 7 de julio de 1808 por la Junta General del Principado de Asturias. El 17 de julio del mismo año pasó a serlo de Castropol. José María contrajo matrimonio el 2 de marzo de 1806, en Villafranca del Penadés, con María Ramona de Álvarez-Cuevas y de Viard, previa dispensa del tercer grado de consanguinidad. Su hijo Benito fue capitán de la Guardia Real, y su hijo José María fue general de brigada y padre del x marqués de Santa Cruz de Marcenado, José María Navia Osorio y Campomanes, que sucedió en el marquesado al primogénito Manuel María, ix marqués, que murió en 1881 sin sucesión directa.